# ドロシー・ストラットン
ドロシー・ストラットン（英語: Dorothy Stratten, 1960年2月28日 - 1980年8月14日）は、カナダ出身のプレイメイト、女優。
PLAYBOY誌1979年8月号のプレイメイト、1980年のプレイメイト・オブ・ザ・イヤーに選ばれた。当時のサイズは身長175cm、体重56kg、B91-W61-H91cmであった。1960年代生まれのプレイメイトはリー・アン・ミッシェルに次いで2人目。3本のコメディ映画に出演し、少なくとも2本のテレビドラマに出演するなど女優として活躍するが、20歳で別居中の夫でマネージャーのポール・スナイダーに射殺される。ポールも犯行直後に同じ銃で自殺した。彼女の死にインスパイアされた映画が2本撮られた。

## 経歴
ストラットンはバンクーバーの救世軍病院で、オランダ移民であるサイモンとネリーのホーホストラーテン夫妻の子として産まれた。出生名はドロシー・ルース・ホーホストラーテン (Dorothy Ruth Hoogstraten)。1961年に弟のジョン・アーサーが、1968年5月に妹のルイーズ・ストラットンが生まれている。
1977年、コキットラムのセンテニアル高校に通いながらファーストフードチェーン「デイリー・クイーン」でアルバイトをしていた17歳の時、当時26歳でバンクーバーのクラブ・プロモーター兼ポン引きだったポール・スナイダーと出会い関係をもった。後にスナイダーは専門家に撮らせた彼女のヌード写真を「PLAYBOY」に投稿、当時ストラットンは18歳未満であり、母親のネリー・ホーホストラーテンがモデル契約の署名を拒否したため、ネリーの署名は偽造された。
1979年、スナイダーと共にロサンゼルスへ転居。 ストラットンに改名した後、PLAYBOY誌1979年8月号のプレイメイトとなり、センチュリーシティー・プレイボーイ・クラブでバニーガールとして働き始める。ヒュー・ヘフナーはジャンルを超えて女優として成功して欲しいという、高い期待をストラットンにかけていた。テレビドラマシリーズ『バック・ロジャーズ』と『ファンタジー・アイランド』にゲスト出演、また1979年のローラーディスコ・コメディ『Skatetown, U.S.A.』に端役で出演した。
1980年、プレイメイト・オブ・ザ・イヤーに選ばれる。SFパロディ映画『ギャラクシーナ』でタイトル・ロールを演じた。
ヘフナーはスナイダーを「詐欺師でヒモ」だと言い、たびたび縁を切るよう促している。ロザンヌ・ケイトン等の友人たちもスナイダーの振る舞いに注意するよう警告していた。ストラットンは彼女の最初にして唯一のメジャー映画『ニューヨークの恋人たち』撮影中にピーター・ボグダノヴィッチ監督と交際を始める。スナイダーは彼女を監視させるため私立探偵を雇った。ストラットンは離婚を申請する決意をしてスナイダーと別居し、ボグダノヴィッチ監督と同棲生活を送っていた。

## 殺害

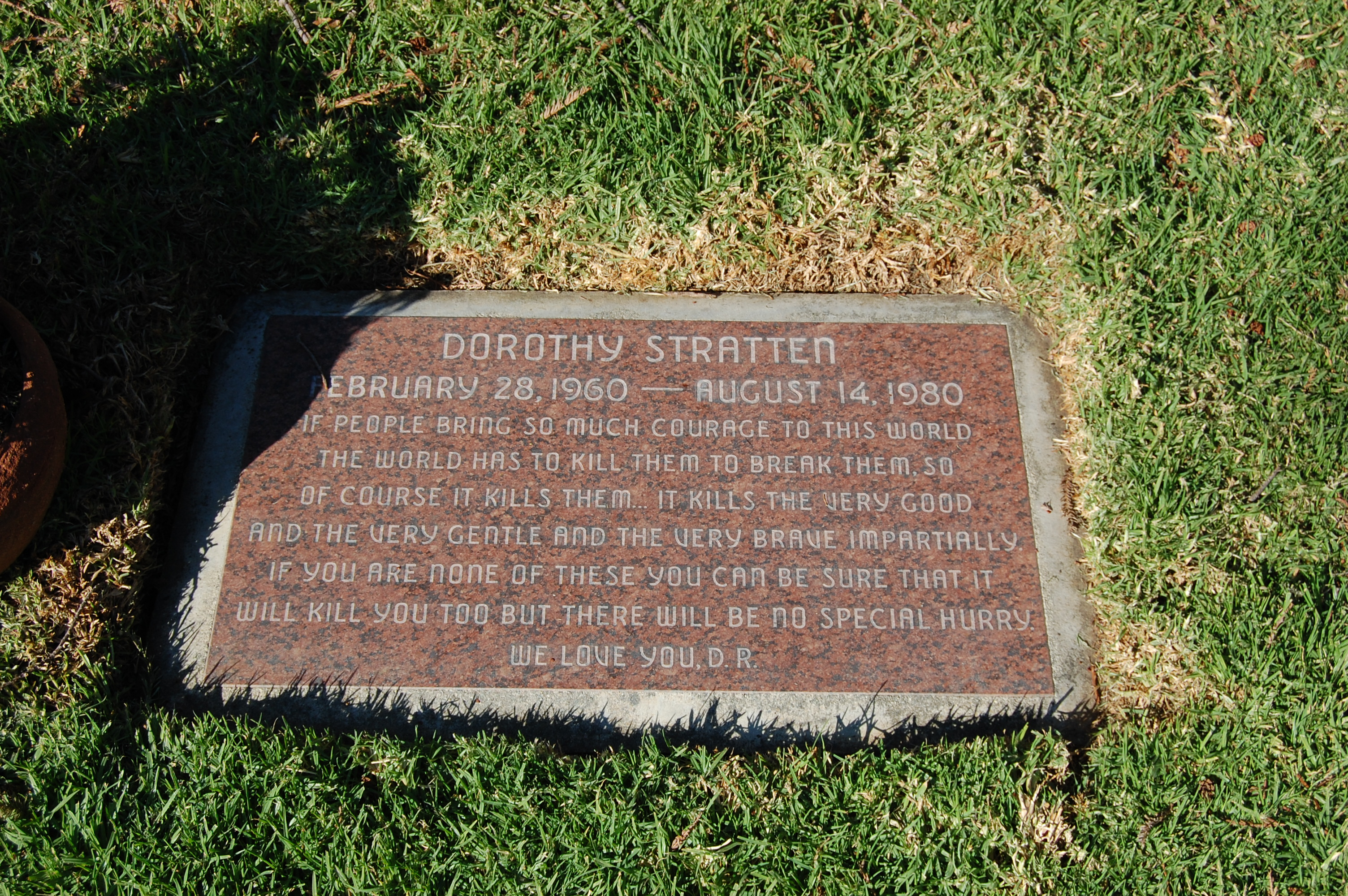
ドロシー・ストラットンの墓

1980年8月14日、正午を少しまわった時刻にスナイダーとストラットンはスナイダー宅で会った。その家はかつて2人が暮らした場所で、2人の共通の友人であるスティーブン・カシュナー博士と共有していたものだった。 ストラットンは離婚について友好的に話せるよう、スナイダーに渡すための1,000ドルを用意していた。
午後11時00分頃、スナイダーの私立探偵が専用回線でカシュナーを呼び出し、スナイダーに何時間も電話をかけているのに出ないと告げた。カシュナーはスナイダーの部屋に侵入し、ショットガンに撃たれて死んでいる2人を発見、 遺体は双方とも裸であった。 警察はスナイダーがストラットンを強姦した上で射殺し、死体にも凌辱を加えた後、同じショットガンで自殺したと判断した。
ストラットンは、ロサンゼルスのウエストウッド・メモリアルパークに埋葬された。

## 死後
映画評論家のヴィンセント・キャンビーは1983年に「ストラットン嬢はスクリーン上で魅力的な存在で、時間と仕事に恵まれれば一流の喜劇女優になったかも知れない。」 と書いている。
ストラットンの殺人事件を描いた2本の映画が製作された。まず1981年にはテレビ映画『Death of a Centerfold: The Dorothy Stratten Story』が制作された。主演はジェイミー・リー・カーティスである。1983年にはボブ・フォッシー監督で『スター80』として映画化された。本作ではマリエル・ヘミングウェイがストラットンを、エリック・ロバーツがスナイダーをそれぞれ演じている。なお本作は、彼女が殺害された実際の現場を使って撮影されている。 
1984年、ストラットンと交際していたボグダノヴィッチは『The Killing of the Unicorn』と題した著作で彼女について語っている。その4年後に49歳でボグダノヴィッチはストラットンの妹ルイーズと結婚した。ルイーズは20歳であった。ボグダノヴィッチはストラットンの死後、ルイーズの私立学校とモデル教室の授業料を支払っていた。彼らは13年間連れ添ったが2001年に離婚した。
同郷のミュージシャンであるブライアン・アダムスは彼女をテーマに、1980年Prismのヒット曲となった「Cover Girl」、そして自身のアルバム『Cuts Like a Knife』 (1983年) に収録された「The Best Was Yet to Come」をジム・バランスと共に作った。この曲は後にローラ・ブラニガンがカバーした。
ボングウォーターは「Nick Cave Dolls」という曲でストラットンに言及している。またレッド・ホット・チリ・ペッパーズの「カリフォルニケイション」でも「最初に生まれたユニコーン」として表されている。ギャヴィン・ロスデイルはブッシュのアルバム『The Science of Things』(1999年) の1曲「Dead Meat」で「ドロシーはあなたの快楽のために死んだ」と歌っている。

## 出演作
- ギャラクシーナ GALAXINA（1980年）
- ニューヨークの恋人たち THEY ALL LAUGHED（1981年）